# Megalastrum lanatum
Megalastrum lanatum är en träjonväxtart som först beskrevs av Fée, och fick sitt nu gällande namn av Holtt. Megalastrum lanatum ingår i släktet Megalastrum och familjen Dryopteridaceae. Inga underarter finns listade.